# Vrmac-tunnel
De Vrmac-tunnel (Montenegrijns: Тунел Врмац, Toenel Vrmats) is een tunnel bij Kotor in het westen van Montenegro met een lengte van 1637 meter. De tunnel ligt door de berg Vrmac aan de Baai van Kotor. Door de tunnel loopt de R-22. Dit is een afkortroute van de M-2, een van de belangrijkste wegen van het land, die vanuit Kroatië via de Montenegrijnse kust en de hoofdstad Podgorica naar Servië loopt. Het noorden van de tunnel ligt in Kotor en het zuiden bij de Luchthaven Tivat.

## Bouw
De tunnel is in 1991 geopend in half voltooide toestand. Er was geen geld om de tunnel af te maken, maar de tunnel was wel nodig voor het vele verkeer. Tussen 2002 en 2004 werd de tunnel afgemaakt door de Oostenrijkse aannemer Strabag, waardoor de tunnel tegenwoordig aan de Europese normen voldoet.